# Guiné Telecom
Guiné Telecom, oficialmente Companhia de Telecomunicações da Guiné-Bissau (en español: Compañía de Telecomunicaciones de Guinea-Bisáu), es una empresa pública con administración indirecta en Guinea-Bisáu, responsable de la red de telefonía fija y la red de cable del país. Su sede se encuentra en la ciudad de Bisáu, en el edificio de la oficina central de correos.

## Historia
En 1885 el conde Thadeu Oksza y el gobierno portugués conectaron Guinea (Bolama) a la línea telegráfica que pasaba por Cabo Verde, conectando Lisboa y Luanda, en lo que se convertiría en India Rubber Guttapercha Telegraph Works Limited. En el mismo año, la Western African Telegraph Company une Bolama con Conakri y en 1886 a Banjul. Estos enlaces submarinos son el comienzo de las telecomunicaciones de Guinea.
Después del establecimiento de la república portuguesa, los servicios privados de telecomunicaciones coloniales pasaron a la administración estatal, siendo administrados por la Administración General de Correos, Telégrafos y Teléfonos (CTT).

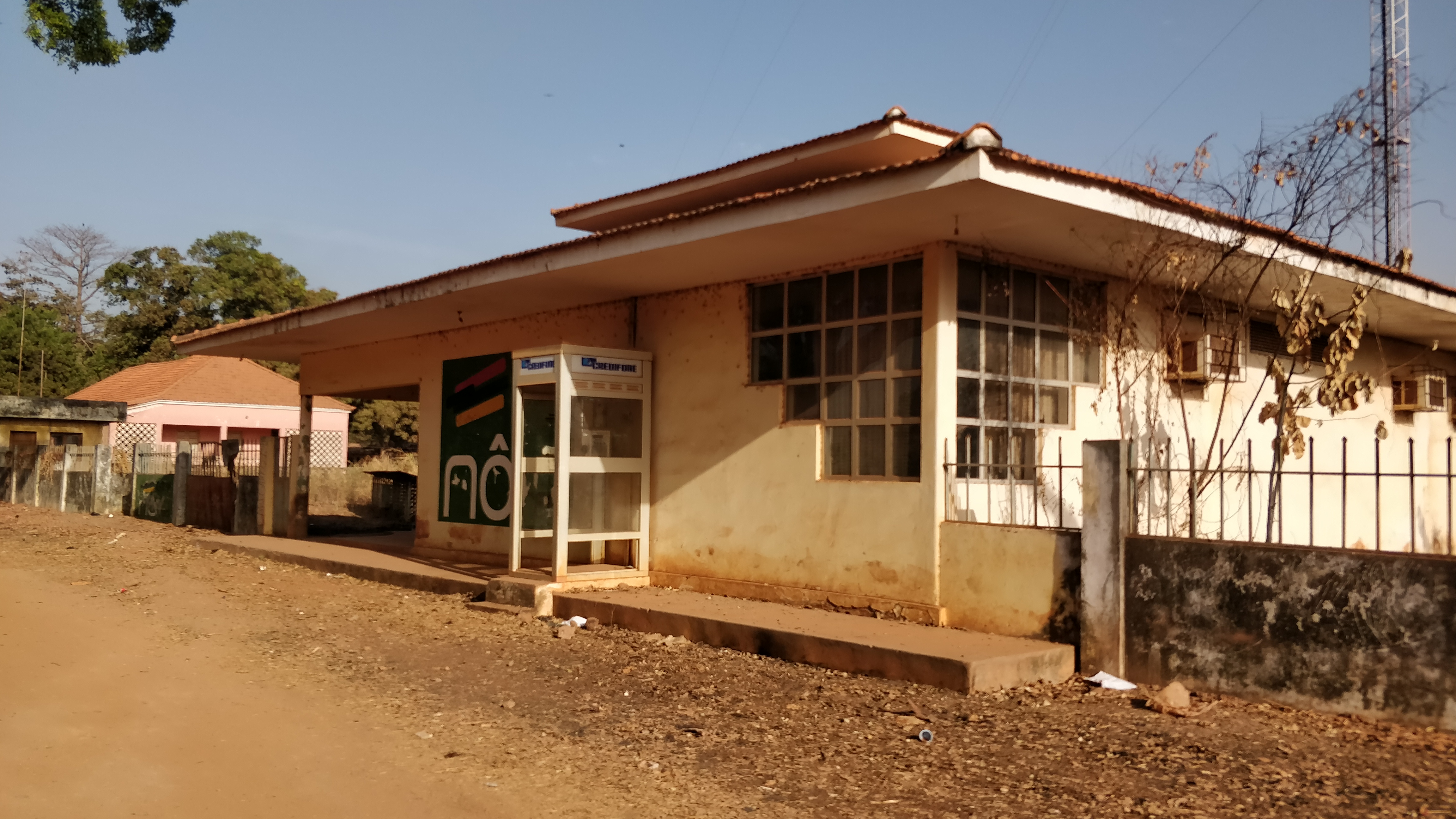
Edificio de Guiné Telecom en Bafatá.

En la década de 1960, CTT se convierte en CTT - Correios e Telecomunicações de Portugal, E. P., y tras el proceso de independencia de Guinea surgió Correios da Guiné-Bissau (CGB), que siguió gestionando los servicios de telefonía y telégrafos del país. En 1989 el gobierno de Guinea-Bisáu decide separar la administración de los servicios telefónicos de la CGB, para crear la "Compañía de Telecomunicaciones de Guinea-Bisáu" (Guiné Telecom), la cual inició sus operaciones el 5 de marzo de dicho año. En aquel momento Portugal Telecom (PT) ingresa con un 51% de participación en la empresa, pero dicha compañía abandonó el país en junio de 1998 debido al estallido de la guerra civil.
En la década de 1990 Guiné Telecom comenzó a ofrecer el servicio de Internet, y a mediados de 1997 abrió su primer cibercafé; en los años siguientes, luego de la guerra civil de 1998 y 1999, la empresa debió reparar gran parte de su infraestructura. En 2003 el gobierno de Guinea decidió separar los servicios de telefonía móvil de la telefonía fija, quedando esta última bajo la coordinación de Guinea Telecom. Se crea la filial Guinetel, dedicada a la telefonía móvil, con capital mayoritario de Guiné Telecom, y minoritario de Portugal Telecom y un consorcio de empleados de la empresa.
Luego de varias huelgas por parte de sus 280 empleados debido a salarios impagos que se extendieron desde 2010, Guiné Telecom había finalizado sus operaciones en 2013 y posteriormente fue declarada en bancarrota en 2014, existiendo a partir de 2021 planes por parte del gobierno para revivir la empresa. En septiembre de 2021 la Autoridad Reguladora Nacional de Tecnologías de la Información y Comunicación le otorgó a Guiné Telecom una nueva licencia para operar, mientras que en febrero de 2023 se anunciaron planes gubernamentales para vender el 80% de la empresa.